# Dolichosomatum klatti
Dolichosomatum klatti är en rundmaskart som beskrevs av Allgen 1951. Dolichosomatum klatti ingår i släktet Dolichosomatum och familjen Comesomatidae. Arten är reproducerande i Sverige. Inga underarter finns listade i Catalogue of Life.